# Agostino da Massa
Agostino da Massa (fl. XVI secolo) è stato un pittore italiano, la cui presenza è attestata a Lucca fra il 1578 e il 1582.

## Biografia
A Lucca gli venne commissionata la decorazione del soffitto della cappella della Libertà e dell'altare di San Regolo nella cattedrale di San Martino; eseguì pure alcuni affreschi in palazzi della città. La sua opera più notevole è considerata Annibale a Capua, conservata nella collezione Orsucci e già attribuita a Tiziano.